# 图拉丁
图拉丁（英文：Tualatin（/tuˈɔːlətɪn/））是美国俄勒冈州华盛顿县的一个城市，城市的一小部分也位于邻近的克拉克马斯县。
它位于波特兰都会区的西南郊区，位于提加尔以南。
根据2010年的人口普查，人口为26,054人。

## 历史
该市的名称取自图拉丁河，该河沿该市北部大部分边界流过。
根据俄勒冈州地理志，1869年11月5日当地成立了一个拼写为 "Tualitin"的邮局，1915年改为 "Tualatin"。是为该市名称由来。可能是美洲原住民的一個詞
在19世纪50年代，该定居点最初被称为加爾布雷思鎮（Galbreath），以其创始人塞繆爾·加爾布雷思（Samuel Galbreath）的名字命名。1853年，加爾布雷思在图拉丁河上建起了第一座桥，这个小镇就被称为橋港（Bridgeport）。在19世纪80年代，约翰-斯威克（John Sweek）在新的铁路车站周围规划了一个小镇，并将该镇命名为图拉丁。1913年，它被合并为图拉丁市。
在1962年，在现在的弗雷德邁爾停车场挖掘出一具猛兽化石（Mammut americanum），现在陈列在图拉丁公共图书馆大厅。1972年，在范諾溪附近发现了化石，被确定为哈兰地树懒（Paramylodon harlani）的部分骨骼。

## 人口

### 2000年普查
根据2000年的人口普查，该市有22 791人，8 651户，5 804个家庭。人口密度为每平方英里2 928.5人（1 131.1平方公里）。有9,218套住房，平均密度为每平方英里1,184.4套（457.5/平方公里）。该市的种族构成为：白人占86.89%，非裔美国人占0.79%，土著美国人占0.69%，亚裔占3.62%，太平洋岛民占0.37%，其他种族占4.84%，两个或两个以上种族占2.81%。任何种族的西班牙裔或拉丁裔人口占人口的11.85%。
共有8,651个家庭，其中39.1%的家庭有18岁以下的子女，54.1%的家庭是已婚夫妇共同生活，9.3%的家庭有一名女性户主，但没有丈夫在场，32.9%的家庭是非家庭。24.5%的家庭由个人组成，4.6%的家庭有65岁以上的独居者。平均家庭人口为2.62人，平均家庭人口为3.17人。
在城市中，人口分散，18岁以下的占28.2%，18-24岁的占9.4%，25-44岁的占35.6%，45-64岁的占21.0%，65岁以上的占5.8%。中位年龄为32岁。每100名女性中，有99.2名男性。每100名18岁及以上的女性中，有96.8名男性。
该市家庭收入中位数为55,762美元，家庭收入中位数为68,165美元。男性的收入中位数为47,004美元，女性为32,210美元。该市的人均收入为26,694美元。约有3.0%的家庭和5.5%的人口生活在贫困线以下，包括4.9%的18岁以下人口和3.8%的65岁以上人口。

### 2010年
根据2010年人口普查，该市有26,054人，10,000户，6,762个家庭。人口密度为每平方英里3,169.6人(每平方公里1,223.8人)。有10,528套住房，平均密度为每平方英里1,280.8套（494.5套/平方公里）。该市的种族构成为：白人80.4%，非裔美国人1.2%，土著美国人0.7%，亚裔3.5%，太平洋岛民1.0%，其他种族8.9%，两个或两个以上种族4.2%。任何种族的西班牙裔或拉丁裔人口占人口的17.3%。
有10 000户家庭，其中37.5%的家庭有18岁以下的子女，51.6%的家庭是已婚夫妇共同生活，11.4%的家庭有一名女性，但没有丈夫，4.6%的家庭有一名男性，但没有妻子，32.4%的家庭是非家庭。24.6%的家庭由个人组成，5.3%的家庭有65岁以上的独居者。家庭平均人数为2.60人，家庭平均人数为3.12人。
该市的居民年龄中位数为34.6岁。26.9%的居民年龄在18岁以下；8.5%的居民年龄在18-24岁之间；31%的居民年龄在25-44岁之间；26.8%的居民年龄在45-64岁之间；7%的居民年龄在65岁以上。该市的性别构成为男性49.1%，女性50.9%。

## 地理
根据美国人口普查局的数据，该市总面积为8.23平方英里（21.32平方公里），其中陆地面积8.22平方英里（21.29平方公里），水面面积0.01平方英里（0.03平方公里）。

## 交通和服务
图拉丁位于俄勒冈州三县大都会交通区 (TriMet) 内，是波特兰都会区的主要交通枢纽。
TriMet的服务包括位于Tualatin站的WES通勤铁路，以及36、37、38、76、96和97号巴士线路。
TriMet的服务包括在Tualatin站的WES通勤铁路，以及36、37、38、76、96和97号巴士线路。
总部设在Wilsonville的South Metro Area Regional Transit的2X线路在TriMet的Tualatin Park & Ride地段有一个站点。
消防和紧急医疗服务由Tualatin Valley Fire and Rescue提供。医疗方面，有Legacy Meridian Park医院位于Tualatin。

## 经济
城鎮南側有許多半導體工廠

## 外部連結
- Tualatin Chamber of Commerce （页面存档备份，存于）
- City of Tualatin （页面存档备份，存于） (official website)
- Listing for Tualatin （页面存档备份，存于） in the Oregon Blue Book
- Template:Oregon Encyclopedia
- UnSprawl Case Study: Tualatin Commons （页面存档备份，存于）

45°22′29″N 122°46′12″W / 45.374808°N 122.770067°W